# Путивльська загальноосвітня школа-інтернат
Комунальний заклад Сумської обласної ради — Путивльська загальноосвітня школа-інтернат І-ІІ ступенів

## Історія

В місті Путивлі, що знаходиться на березі тихоплинної річки Сейм, розташований комунальний заклад Сумської обласної ради — Путивльська загальноосвітня школа-інтернат І-ІІ ступенів. Заклад функціонує з 1959 року на базі колишнього дитячого будинку. Навчальний корпус школи, розрахований на 300 навчальних місць, був побудований в 1963 році, а двома роками раніше був побудований гуртожиток, розрахований на 280 місць. В 1989 році гуртожиток було реконструйовано під житлові кімнати на 4-6 чоловік.
Всі роки існування школи колектив працює над забезпеченням оптимальних умов для навчання, виховання і утримання дітей з неповних, багатодітних і малозабезпечених сімей Сумської області.
Більше півтори тисячі випускників закладу працюють сьогодні[коли?] в різних куточках рідної України і країн СНД. 

## Гімн школи
Слова Анатолія Луговського'. Музика Андрія Зеленка.